# Boulevard Roger-Chieusse
Le boulevard Roger-Chieusse est une voie du quartier de L'Estaque dans le 16e arrondissement de Marseille, en France. 

## Situation et accès
Il va de la rue Le Pelletier à la plage de l’Estaque. 

## Origine du nom
Il doit son nom à Roger Chieusse, résistant  dont le domicile était utilisé comme planque d’hommes et de matériel et qui, suite à une dénonciation, fut assassiné par les Allemands le 20 août 1944, alors qu'il essayait de fuir par les toits. 

## Historique
Le bas du boulevard était anciennement nommé Montée de la Sardine en référence à l'activité principale de pêche de l'ancien village.

## Bâtiments remarquables et lieux de mémoire

### Le Chaudron

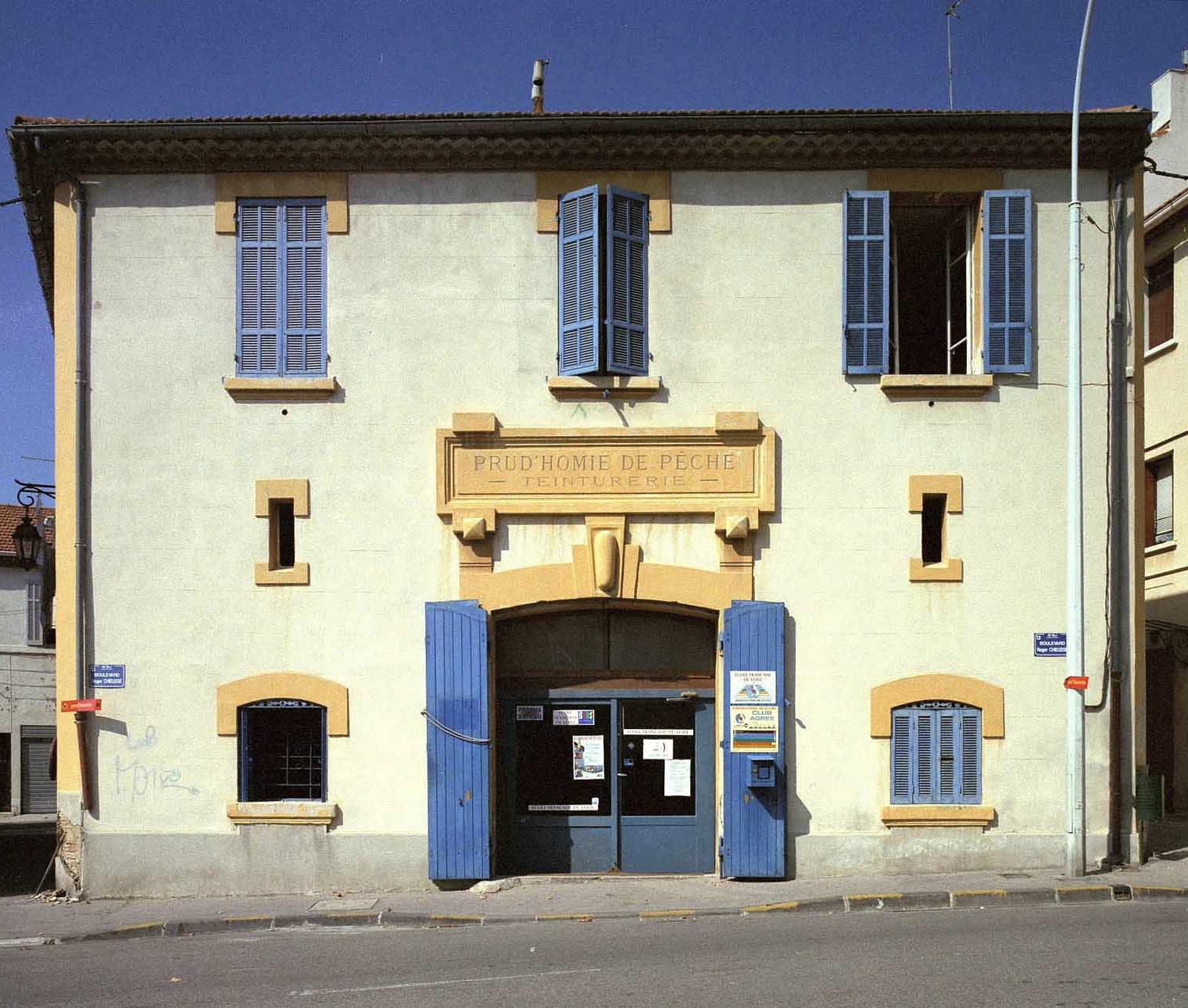
La teinturerie de filets de pêche dite « Le Chaudron ».

Au no 110 se trouvent les anciennes installations de la teinturerie de filets de pêche dite « Le Chaudron ». Au-dessus de la porte on peut lire « Prud’homie de pêche – teinturerie » car le lieu était la propriété de la prud’homie de pêcheurs de Marseille.
Les filets confectionnés avec des fils de coton devaient être trempés dans un bain d’eau bouillante dans lequel étaient déversées des écorces de pins ou de chênes broyées, appelées « rusques », afin que les tanins les rendent imputrescibles. 
Les installations comprenaient deux chaudrons de cuivre de 3 m3 de contenance. Ce procédé disparaît vers 1960 avec l’apparition des filets en nylon imputrescible. Le bâtiment et ses installations intérieures ont été inscrits aux Monuments historiques par arrêté du 18 novembre 1997.